# Jean-Baptiste Plantié
Pour l’article ayant un titre homophone, voir Plantier.
Jean-Baptiste Théodore Plantié, né le 20 octobre 1827 à Bayonne (Pyrénées-Atlantiques) et mort le 11 décembre 1889 dans la même ville, est un homme politique français.

## Biographie
Opposant au Second Empire, il est sous-préfet de Bayonne après le 4 septembre 1870. Il est maire de Bayonne en 1876, député des Basses-Pyrénées, siégeant à gauche, de 1881 à 1885, et sénateur des Basses-Pyrénées de 1885 à 1889.
Son fils Eugène Plantié (1855-1935) est préfet de la Vendée (de 1899 à 1902), puis préfet de Constantine (de 1902 à 1906).
Sa petite-fille Louise Plantié (1891-1978) épouse Joachim Murat (1885-1938), avec postérité, dont Joachim Murat (1920-1944), 7e prince Murat.